# ヘブロン
ヘブロン、アラビア語ではアル＝ハリール（パレスチナではイル・ハリールとも）（חֶבְרוֹן, Hebron, chebhron, アラビア語: الخليل, al-Ḫalīl）は、パレスチナ自治区ヨルダン川西岸地区南端のヘブロン県の県都である。エルサレムの南に位置するユダヤ教・キリスト教・イスラム教の聖地の一つ。2017年国勢調査によると人口は20万1063人。旧市街が2017年に『ヘブロン/アル＝ハリール旧市街』として世界遺産リストに登録された。

## 概要
ユダヤ教・キリスト教・イスラームの祖であるアブラハム（イブラーヒーム）の墓がある。ヘブライ語聖書によれば、この地はアブラハムがエジプトから逃れ、銀400シェケルで初めて手に入れた土地であるとされている。この墓所のあるマクペラの洞穴は、ユダヤ教だけでなくイスラームでもイブラーヒーム・モスクとして聖所とされており、建物の内部で二分されている。
1929年に暴徒化したアラブ人によるユダヤ人67名（ただしうち55名はヨーロッパ人であり生存した435名のユダヤ教徒は地元ムスリムによりかくまわれたの1929年ヘブロン虐殺、1994年のユダヤ教過激派カハネ主義の医師によるイブラーヒーム・モスクで起きたマクペラの洞穴銃乱射事件で29人のパレスチナ人が死亡するなど、宗教・民族対立における惨劇の舞台でもある。
ヘブロンはイスラエル建国以降ヨルダン支配下であったが、1967年の第三次中東戦争にてイスラエルに占領された。占領後は、1929年にアラブ人によって追放されたユダヤ人の元住民が戻り始め、郊外にキリヤット・アルバ（ヘブライ語: קִרְיַת־אַרְבַּע、英語: Kiryat Arba）入植地を建設した。以来ユダヤ人の入植が続く。しかし、1980年に6人の入植者がパレスチナ人に銃撃されたのを契機に、時のイスラエル政府はイブラーヒームの聖廟近くに住むパレスチナ人を追放して、代わりにユダヤ人入植者を住まわすことで報復した。
1997年のヘブロン合意により80%をパレスチナ自治政府の治安部隊が、20%のユダヤ人入植地をイスラエル軍管理下に置くことで合意した。　
近年、ユダヤ教右派の入植者とパレスチナ・アラブ人住民との間で、深刻な住民対立が起きている。1994年2月25日、ユダヤ人入植者によるパレスチナ人礼拝者へのテロ事件があり、29人が殺された（マクペラの洞窟虐殺事件）。実行犯はその場で殺害されたが、イスラエル兵による発砲もあり（イスラエル側は否定）、総犠牲者は50人とも60人とも言われている。
その後、国連安全保障理事会の勧告を受け、ノルウェーなどがヘブロン暫定国際監視団（Temporary International Presence in Hebron、TIPH）を設立。国際社会の介入を嫌うイスラエルも受け入れた。5月8日にヘブロン入りした。ヘブロンではユダヤ人入植者による、パレスチナ人を追い出そうとする暴力や嫌がらせが後を絶たないため、国際監視団はこれを監視し、抑制するのが任務である。国際監視団は非武装で、強制力はないが、外部の目を光らせることで、抑止効果を期待している。ノルウェーの他、スウェーデン、デンマーク、スイス、イタリア、トルコより監視員を派遣している。2002年3月27日には何者かに監視員2名が殺され、国連のコフィー・アナン事務総長は非難声明を出した（イスラエル軍はパレスチナ過激派の犯行と主張しているが、パレスチナ側はこれを否定。ロイター通信が伝える病院関係者の話によれば、監視員を殺害した銃弾は、イスラエル軍のものだったという）。2006年には、ムハンマド風刺漫画掲載問題の余波で事務所にパレスチナ人らの投石を受け、一時避難していた。2019年1月28日、ベンヤミン・ネタニヤフ首相は監視団がユダヤ人入植者とパレスチナ人の対立を扇動しているとして任務延長の拒否を発表し、監視団は活動を停止した。

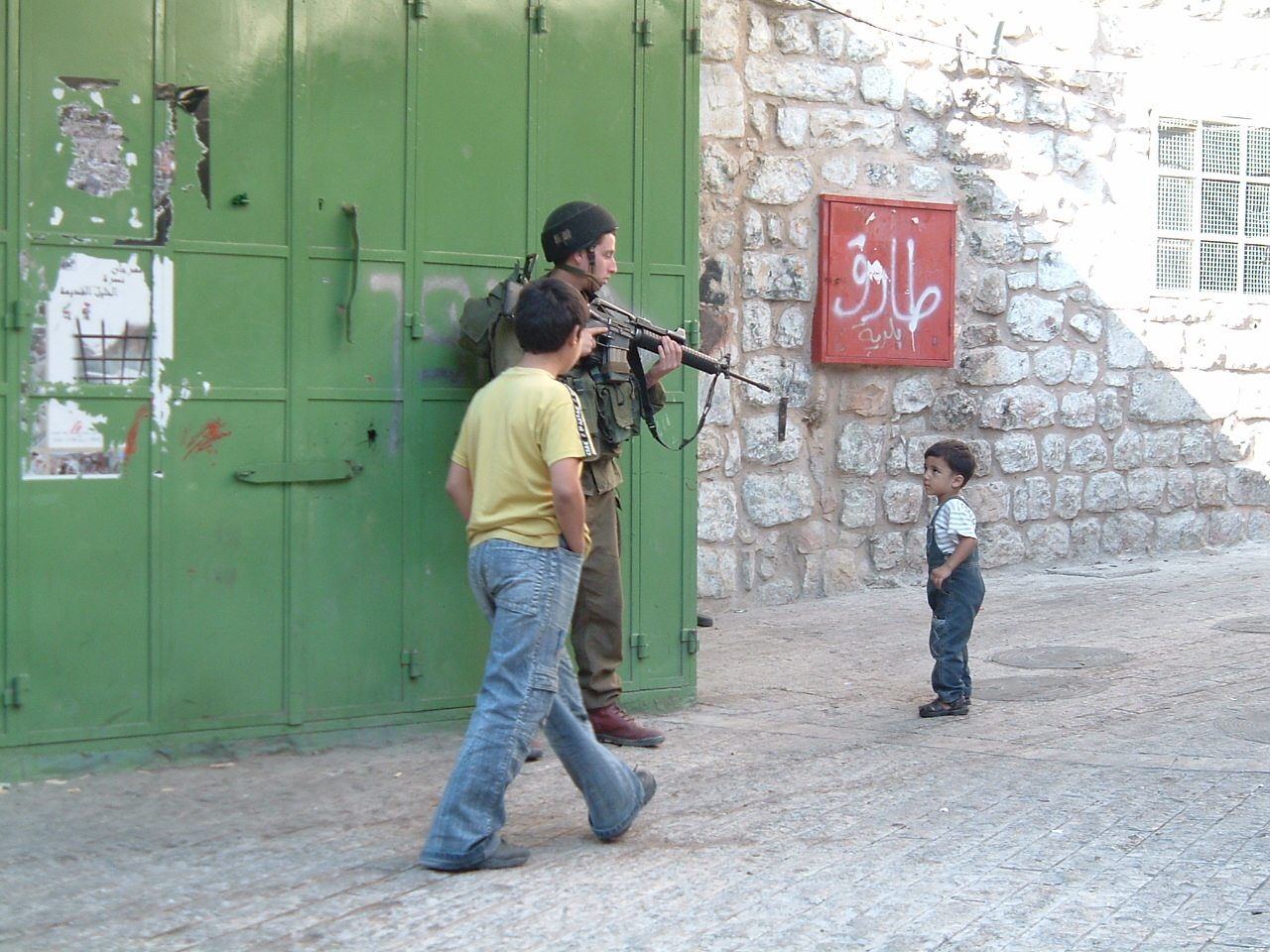
ヘブロンの旧市街で子供に銃を向けるイスラエル国防軍兵士。
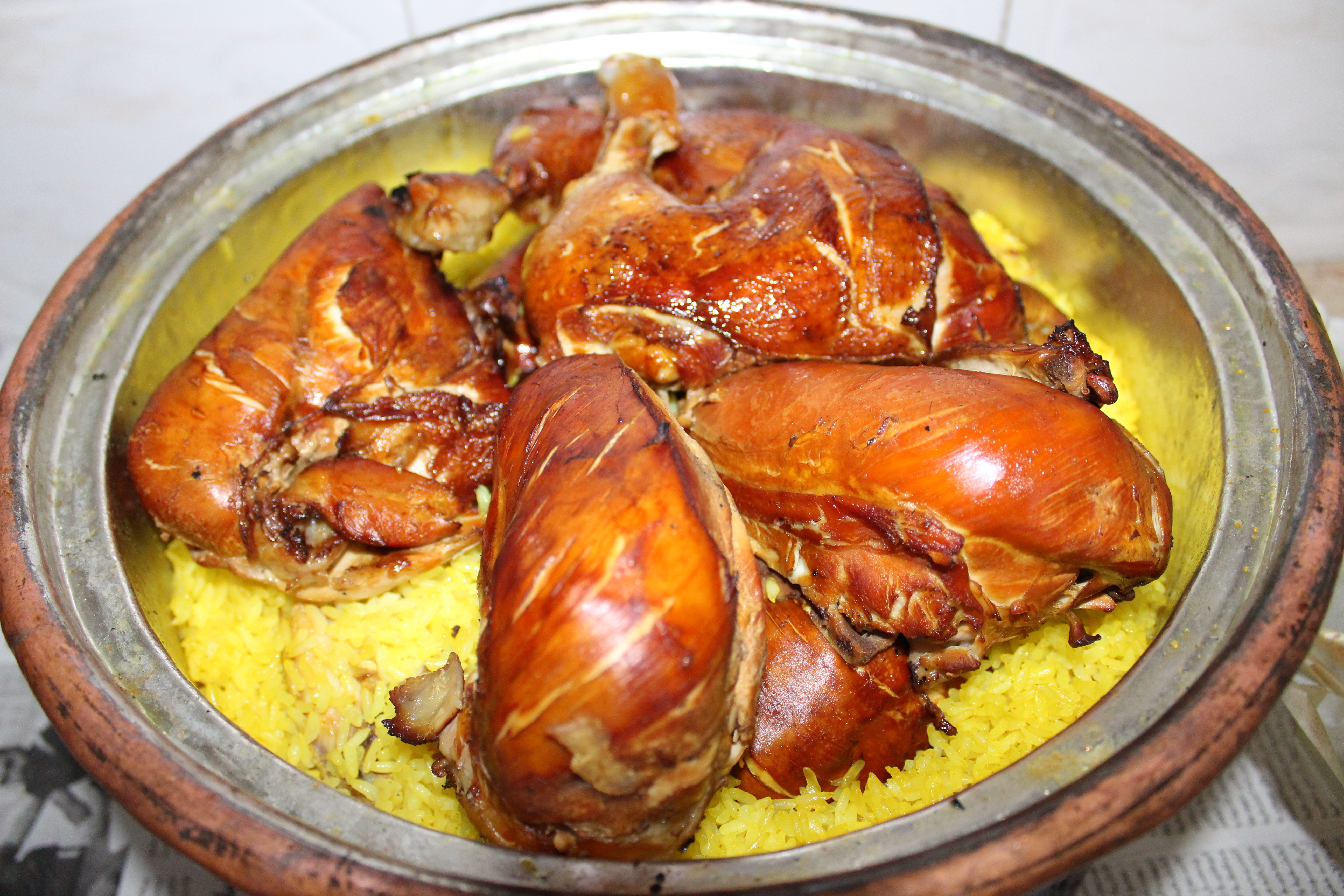
アル＝ハリールの名物料理、キドラ（アラビア語版）。ラム肉とスパイスの効いたライスの炊き込み。

## 人口
- 1997年12月10日：11万9401人
- 2007年12月1日：16万3146人
- 2014年7月1日：20万2200人
- 2017年12月1日：20万1063人

## パレスチナ最後のクーフィーヤ織物工場「ヒルバウィ」
アル＝ハリール/ヘブロンには、パレスチナ人のアイデンティティと抵抗のシンボルとなっている黒と白の特徴的な織り文様が入ったクーフィーヤを、パレスチナで唯一生産している家族経営の織物工場「ヒルバウィ」が残されている。1961年創業のヒルバウィは、1970年代に日本から輸入された「Hirano Loom」製の「時代遅れの」織機15台を使用している
1990年代に大量生産されている安値な中国製にが流入すると、パレスチナの多くの織物工場が閉鎖に追い込まれ、最後の工場となったヒルバウィも事業的に苦しい時代が続いたが、2000年代後半に共同オーナーの1人の末息子がオンライン・ページを開設し海外に販路を見い出すと、ソーシャルメディアで在外パレスチナ人の目に留まり、「ザ・ラスト・クーフィーヤ」の名でサポートするグループが立ち上げられると、在外パレスチナ人以外のユーザーたちにもその存在と真正性が広く伝わった。
2023年10月にパレスチナ・イスラエル戦争が始まると、クーフィーヤはイスラエルによる占領や強制退避に直面しているパレスチナ人への連帯を表明しているという意識が広まり、特にガザ地区での多数の民間人の殺害が伝えられると、ヨルダン川西岸地区に位置するヒルバウィへオーダーが世界中から殺到し、在庫切れ状態が続くようになった。
複雑な文様を作り出すため、そして、タッセルも手作業で付けているため、大量生産のものと比べて作業スピードは遅いが、地元ではハッタ（حَطّة, ḥaṭṭa）と呼ばれているヒルバウィのクーフィーヤは、白黒以外のカラーの製品も含めて、パレスチナ製 (Made in Palestine) のレベルが付けられて内外の入荷待ちの顧客に送られている。2024年2月時点で、ヒルバウィのインスタグラム・アカウントは30万人以上のフォロワーがいる。

## 世界遺産
ヘブロン/アル＝ハリールの旧市街は、2017年の第41回世界遺産委員会で世界遺産として登録が認められた。正規の手続きを踏まない緊急的登録推薦での登録であり、諮問機関である国際記念物遺跡会議 (ICOMOS) は、旧市街を占領するイスラエルからの許可が得られなかったため現地調査が出来ず、勧告を出さずに判断を保留したが、委員会審議と秘密投票の結果登録され、同時に危機遺産リスト入りをした。パレスチナの世界遺産はこれで3件目だが、緊急的登録推薦案件での登録と、危機遺産への同時登録は3件連続である。

### 登録基準
この世界遺産は世界遺産登録基準のうち、以下の条件を満たし、登録された（以下の基準は世界遺産センター公表の登録基準からの翻訳、引用である）。
- (2) ある期間を通じてまたはある文化圏において、建築、技術、記念碑的芸術、都市計画、景観デザインの発展に関し、人類の価値の重要な交流を示すもの。
- (4) 人類の歴史上重要な時代を例証する建築様式、建築物群、技術の集積または景観の優れた例。
- (6) 顕著で普遍的な意義を有する出来事、現存する伝統、思想、信仰または芸術的、文学的作品と直接にまたは明白に関連するもの（この基準は他の基準と組み合わせて用いるのが望ましいと世界遺産委員会は考えている）。